# T. C. McCarthy

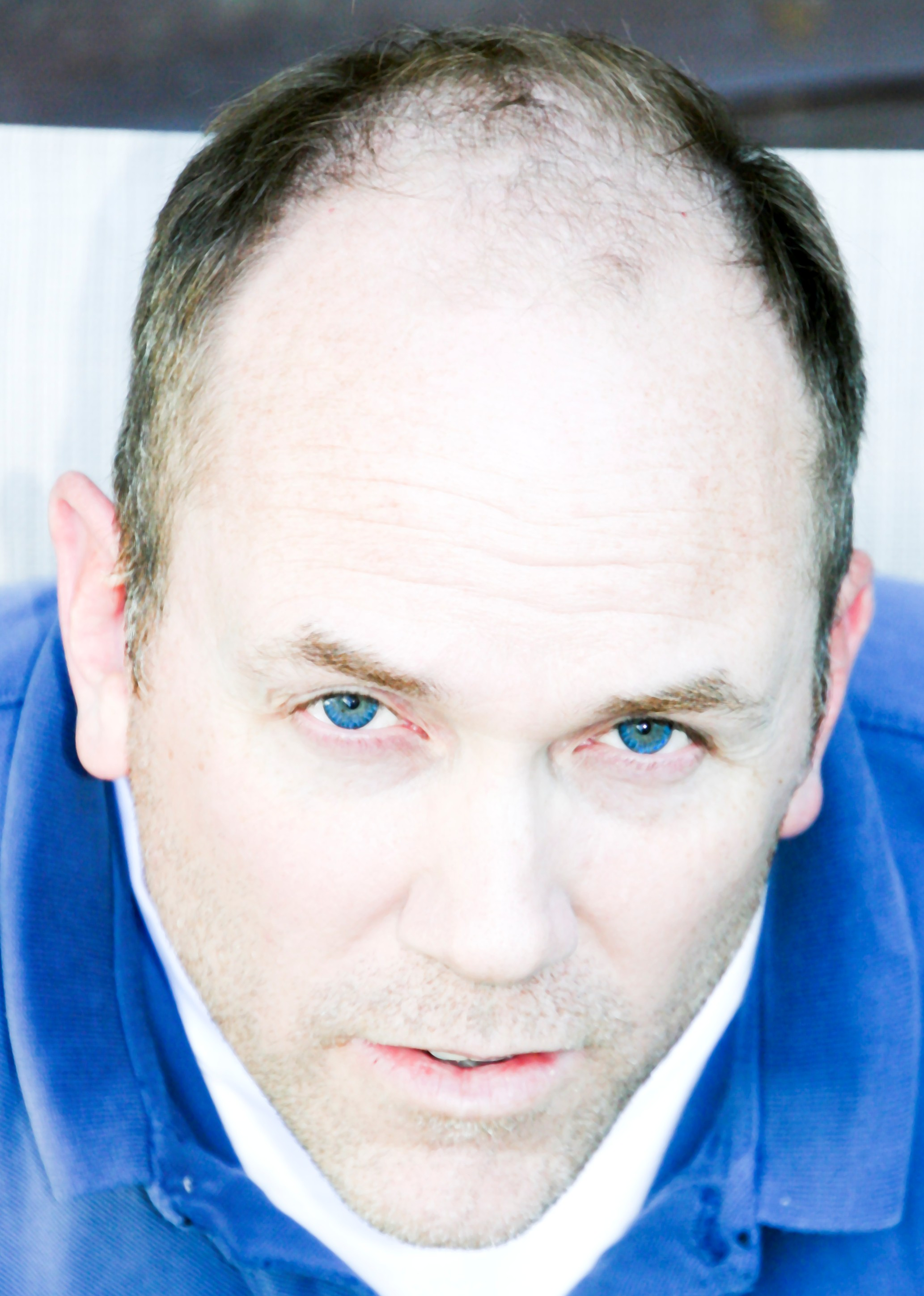
T. C. McCarthy (2012)

Theodore C. McCarthy ist ein amerikanischer Science-Fiction-Schriftsteller. Sein Debütroman Germline wurde mit dem Compton Crook Award 2012 ausgezeichnet.

## Leben
McCarthy erlangte 1998 einen Ph.D. in Geologie an der University of Georgia.

## Werke

### Romane
„Subterrene War“-Trilogie:
1. Germline, Orbit Books (2011), ISBN 978-0-316-12818-6
2. Exogene, Orbit Books (2012), ISBN 978-0-316-12815-5
3. Chimera, Orbit Books (2012), ISBN 978-0-316-12817-9

Einzelroman:
- Tyger Burning, Baen Books (2019), ISBN 978-1-4814-8410-7

### Kurzgeschichten
Die Kurzgeschichten wurden teilweise als Chapbook veröffentlicht.
- „A Dry and Dusty Home“ (2010)
- „A.I.P.“ (2011)
- „Private Exploration“ (2011)
- „The Legionnaires“ (2011)
- „A People’s Army“ (2012)
- „Sunshine“ (2012)
- „Seven Miles“ (2013)
- „Black Butterfly“ (2014)
- „Pathfinder“ (2015)
- „Saracens“ (2015)